# Tetragnatha bemalcuei
Tetragnatha bemalcuei är en spindelart som beskrevs av Cândido Firmino de Mello-Leitão 1939. 
Tetragnatha bemalcuei ingår i släktet sträckkäkspindlar, och familjen käkspindlar. Artens utbredningsområde är Paraguay. Inga underarter finns listade i Catalogue of Life.